# Ulrike Scharf
Ulrike Scharf (ur. 16 grudnia 1967 w Erding) – niemiecka polityk i ekonomistka, działaczka Unii Chrześcijańsko-Społecznej (CSU), w latach 2006–2008 oraz od 2013 deputowana do Landtagu Bawarii, w latach 2014–2018 oraz od 2022 minister w rządach Bawarii, od 2023 również wicepremier.

## Życiorys
Po uzyskaniu w 1988 roku świadectwa maturalnego odbyła w latach 1988–1991 szkolenie zawodowe w zakresie bankowości, a następnie do 1996 roku studiowała ekonomię na uczelni w Monachium, uzyskując tytuł dyplomowanej ekonomistki (FH). W latach 1992–2014 prowadziła działalność gospodarczą w rodzinnym przedsiębiorstwie.
W 1995 wstąpiła do Unii Chrześcijańsko-Społecznej. Od 2001 działała w strukturach Unii Kobiet CSU w Bawarii, a od 2002 zasiadała w radzie powiatu Erding. W 2003 została członkinią zarządu okręgowego CSU w Górnej Bawarii. W latach 2006–2008 oraz ponownie od 2013 była deputowaną do Landtagu Bawarii. W okresie 2009–2019 kierowała strukturami Unii Kobiet w Górnej Bawarii, a w latach 2011–2014 pełniła funkcję skarbniczki krajowej CSU. Od 2011 wchodzi w skład zarządu partii. W latach 2014–2018 była bawarską minister ds. środowiska i ochrony konsumentów. Od 2019 przewodniczy Unii Kobiet CSU w całej Bawarii.
23 lutego 2022 objęła stanowisko bawarskiej minister ds. rodziny, pracy i spraw społecznych, a 8 listopada 2023 została dodatkowo drugim wicepremierem Bawarii. W latach 2014–2018 oraz ponownie od marca 2022 do listopada 2023 była zastępczym członkiem Bundesratu. Od 21 listopada 2023 jest jego pełnoprawną przedstawicielką.